# Астерс
«Астерс» (Asters) — українська юридична фірма з офісами в Києві, Вашингтоні, Брюсселі та Лондоні. Працює з 1995 року, співпрацює з міжнародними компаніями, державними агентствами. Станом на 2022 рік посідає перше місце в списку 50 найбільших юридичних компаній України.

## Історія
Фірма «Шевченко, Дідковський і партнери» була заснована в жовтні 1995 року Олексієм Дідковським та Ігорем Шевченком, що вивчали міжнародне право в Інституті міжнародних відносин Київського університету ім. Шевченка. Компанія надавала юридичні послуги як радник в інвестиційних проєктах і супроводжувала знакові проєкти для економіки України: першу покупку великого офісного центру в Києві, випуск перших корпоративних, банківських та муніципальних єврооблігацій, перший продаж українського банку іноземним інвесторам, а згодом і перший продаж банку за ціною більш ніж 1 мільярд доларів США. У 2007 р. Ігор Шевченко продав свою частку компанії, почавши займатись політикою.
У 2008 році фірму було перейменовано на «Астерс».
1 жовтня 2018 року компанія об'єдналась з «ЄПАП Україна». У листопаді 2018 року було відкрито офіс у Брюсселі (керівник Марта Барандій), у березні 2019 року — відкрито офіс у Лондоні (керівник Ольга Хорошилова).

## Соціальна діяльність

Роботи з галереї IconArt у рамках виставки проекту АртАстерс

### АртАстерс
«АртАстерс» — це заснований 2009 року проєкт для підтримки сучасного українського мистецтва. Роботи художників регулярно виставляються в галереї у приміщенні офісу фірми.

### Правнича школа
Правнича школа ЕВА-Asters — це безплатна освітня платформа для юристів. Створена 2013 року[джерело?]. Проєкт здійснюється в партнерстві з Європейською бізнес асоціацією.

Заняття у Правничій школі ЕВА-Астерс, жовтень 2015 р.

### Освіта
«Астерс» є партнером Школи права Українського католицького університету (УКУ) і протягом 2019—2023 планує підтримувати правничий напрям освіти університету. У 2020 році «Астерс» надала інституційну підтримку Київській школі економіки.

### Pro bono і благодійність
З 2015 року на основі pro bono фірма надає благодійному фонду «Таблеточки» повну юридичну підтримку в напрямках розвитку законодавства, адвокації та поточної операційної діяльності. У жовтні 2020 року з нагоди свого 25-річчя «Астерс» у партнерстві з благодійним фондом «Таблеточки» провела благодійний забіг DobroRun. У DobroRun взяли участь понад 1260 благодійників із 21 області України та 16 країн світу. Загальна сума благодійних внесків учасників DobroRun склала понад 1,1 млн грн. Усі ці кошти були  перераховані на потреби підопічних фонду «Таблеточки» і спрямовані на придбання життєво необхідних ліків для українських дітей, які борються з раком.
Asters та її співробітники долучились до боротьби з COVID-19 та надали допомогу для боротьби з коронавірусом на суму понад 1,3 млн грн, зокрема: передали новий апарат штучної вентиляції легень в Київську міську клінічну лікарню № 4; профінансували закупівлю засобів індивідуального захисту та доставку гарячих обідів для медичного персоналу українських лікарень; профінансували закупівлю та доставку продуктових наборів для одиноких людей похилого віку в Києві та Одесі.

## Членство
- Представник від України у міжнародній мережі юридичних фірм Lex Mundi[14]
- Член міжнародної організації World Services Group[15]
- Член міжнародної мережі юридичних фірм Legalink[16]
- Член мережі юридичних фірм Biolegis[17]
- Член Українсько-американської ділової ради[18], Європейської бізнес асоціації[19], Американської торговельної палати[19], Торгово-промислової палати України[20].

## Нагороди
- травень 2016 р. — «Юридична фірма десятиліття» в Україні, Юридична премія від газети «Юридична практика»[21].
- 24 квітня 2020 р. — Юридична фірма року в Україні, за версією Chambers & Partners, Chambers Europe Awards 2020[22].
- 12 листопада 2020 р. — Найкраща юридична фірма 2020 року в Україні за версією Who's Who Legal, одного з найбільш авторитетних джерел інформації про міжнародний юридичний ринок[23].
- 1 грудня 2020 р. — Найкраща юридична фірма 2020 року в Україні згідно з виданням The Lawyer, авторитетним британським журналом та новинним порталом про ринок юридичних послуг[24].